# Epidendrum nitens
Epidendrum nitens är en orkidéart som beskrevs av Heinrich Gustav Reichenbach. Epidendrum nitens ingår i släktet Epidendrum och familjen orkidéer. Inga underarter finns listade i Catalogue of Life.